# Josef Hügi
Josef „Sepp” Hügi (ur. 23 stycznia 1930 w Riehen, zm. 16 kwietnia 1995 w Bazylei) – szwajcarski piłkarz grający w reprezentacji kraju i FC Basel. Grał m.in. na MŚ w Szwajcarii w 1954, gdzie został z 6 bramkami najlepszym strzelcem swojej ekipy. W kadrze w latach 1951–1960 rozegrał 34 mecze i zdobył 22 gole. W klubie, gdzie grał 14 lat od 1948 roku zdobył 244 bramki w 320 meczach.